# Вершинное (село)
Верши́нное (до 1948 года Бешу́й-Эли́; укр. Вершинне, крымскотат. Beşüy Eli, Бешуй Эли) — село в Сакском районе Крыма (согласно административно-территориальному делению Украины входит в Крайненский сельский совет Автономной Республики Крым, согласно административно-территориальному делению РФ — в Крайненском сельском поселении Республики Крым). Площадь, занимаемая селом, 75,8 гектара, на которой в 97 дворах, по данным сельсовета, на 2009 год, числился 278 жителей.

## Современное состояние
На 2016 год в Вершинном 5 улиц; на 2009 год, по данным сельсовета, село занимало площадь 75,8 гектара, на которой в 97 дворах числилось 278 жителей.

## География
Вершинное — село в западной части района, в степном Крыму, высота над уровнем моря — 47 м. Ближайшие населённые пункты — примыкающее с севера Трудовое, Крайнее в 5,7 км на восток, Крымское в 4,5 км на юго-восток и Митяево в 3, км на запад. Расстояние до райцентра около 19 километров (по шоссе), там же ближайшая железнодорожная станция — Саки (на линии Остряково — Евпатория). Транспортное сообщение осуществляется по региональной автодороге 35Н-475 Трудовое — Вершинное (по украинской классификации — С-0-11227).

## История
Идентифицировать Бешуй-Эли среди, зачастую сильно искажённых, названий деревень Каракуртского кадылыка Бахчисарайского каймаканства, (куда деревня входила в последний период Крымского ханства) в Камеральном Описании Крыма… 1784 года пока не удалось. После присоединения Крыма к России (8) 19 апреля 1783 года, (8) 19 февраля 1784 года, именным указом Екатерины II сенату, на территории бывшего Крымского Ханства была образована Таврическая область и деревня была приписана к Евпаторийскому уезду. После Павловских реформ, с 1796 по 1802 год, входила в Акмечетский уезд Новороссийской губернии. По новому административному делению, после создания 8 (20) октября 1802 года Таврической губернии, Бешуй-Эли был включён в состав Тулатской волости Евпаторийского уезда.
По Ведомости о волостях и селениях, в Евпаторийском уезде с показанием числа дворов и душ… от 19 апреля 1806 года в деревне Беш-Эль числилось 3 двора, 17 крымских татар и 3 ясыров.
Затем, видимо, вследствие эмиграции крымских татар в Турцию, деревня опустела и на военно-топографической карте генерал-майора Мухина 1817 года Бешуй обозначен пустующим, а на карте 1842 года не обозначен вовсе.
Согласно энциклопедическому словарю «Немцы России», пустую деревню (885 десятин земли) в 1881 году заселили крымские немцы, лютеране и евангелисты. Деревня встречается уже в «Памятной книге Таврической губернии 1889 года» по результатам Х ревизии 1887 года, согласно которой Бешуй-Эли, с 23 дворами и 132 жителями, после земской реформы Александра II 1860-х годов, числился в Сакской волости. На верстовой карте 1890 года в деревне Бешуй обозначено 18 дворов с немецким населением
. Согласно «…Памятной книжке Таврической губернии на 1892 год», в деревне Бешуй-Эли, входившей в Темешское сельское общество, было 40 жителей в 6 домохозяйствах.
Земская реформа 1890-х годов в Евпаторийском уезде прошла после 1892 года, в результате Бешуй-Эли приписали к Сакской волости.
По «…Памятной книжке Таврической губернии на 1900 год» в деревне, входившей в Темешское сельское общество, числился 101 житель в 20 дворах, согласно энциклопедическому словарю в 1904 году было 73, а в 1911 — 94 жителя. На 1914 год в селении действовала лютеранская школа грамотности. По Статистическому справочнику Таврической губернии. Ч.II-я. Статистический очерк, выпуск пятый Евпаторийский уезд, 1915 год, в деревне Бешуй-Эли Сакской волости Евпаторийского уезда числилось 20 дворов (все дворы с землёй) с немецкими жителями в количестве 28 человек приписного населения и 97 — «постороннего», из которых 64 мужчин и 61 женщина. Жители владели 1240 десятинами удобной земли. В хозяйствах имелось 80 лошадей, 60 волов, 45 коров и 110 голов мелкого скота (согласно энциклопедическому словарю «Немцы России» — 125 человек). Согласно списку 1915 года «…русских подданных из австрийских, венгерских или германских выходцев» землевладельцев, опубликованном в газете «Таврические губернские ведомости» в апреле 1915 года, при деревне значились 17 владельцев земельных участков, из которых 3 имели наделы в 1—2 десятины. Многочисленная семья Бехгольд (8 человек) владела общим участком в 75 дес. 1275 квадратных саженей. Братья Франк — Андреас и Иоганес Андреасовичи имели по 100 дес., Иоганес Андреасович Шторц — 81 дес. 2000 кв. саж., Мергенталлер Андреас Иоганесович — 33 дес. 1550 кв. саж., Сутер Фридрих Пенурович, самый крупный землевладелец — 233 дес. 2300 кв. саж..
После установления в Крыму Советской власти, по постановлению Крымревкома от 8 января 1921 года № 206 «Об изменении административных границ» была упразднена волостная система и село вошло в состав Евпаторийского района Евпаторийского уезда, а в 1922 году уезды получили название округов. 11 октября 1923 года, согласно постановлению ВЦИК, в административное деление Крымской АССР были внесены изменения, в результате которых округа были отменены и произошло укрупнение районов — территорию округа включили в Евпаторийский район. Согласно Списку населённых пунктов Крымской АССР по Всесоюзной переписи 17 декабря 1926 года, в селе Бешуй-Эли, Темешского сельсовета Евпаторийского района, числился 31 двор, из них 27 крестьянских, население составляло 167 человек, из них 160 немцев, 4 татар, 2 русских, 1 украинец, действовала немецкая школа. Постановлением ВЦИК «О реорганизации сети районов Крымской АССР» от 30 октября 1930 года, был вновь создан Биюк-Онларский район, на этот раз — как немецкий национальный (лишённый статуса национального постановлением Оргбюро ЦК КПСС от 20 февраля 1939 года) и Бешуй-Эли присоединили к нему. Постановлением президиума КрымЦИК от 26 января 1935 года «Об образовании новой административной территориальной сети Крымской АССР» был создан Сакский район село включили в его состав. По данным всесоюзная перепись населения 1939 года в селе проживало 169 человек. Вскоре после начала Великой Отечественной войны, 18 августа 1941 года крымские немцы были выселены, сначала в Ставропольский край, а затем в Сибирь и северный Казахстан.
После освобождения Крыма от фашистов, 12 августа 1944 года было принято постановление № ГОКО-6372с «О переселении колхозников в районы Крыма», по которому в район из Курской и Тамбовской областей РСФСР в район переселялись 8100 колхозников, а в начале 1950-х годов последовала вторая волна переселенцев из различных областей Украины. С 25 июня 1946 года Бешуй-Эли в составе Крымской области РСФСР. Указом Президиума Верховного Совета РСФСР от 18 мая 1948 года, Бешуй-Эли переименовали в Вершинное. 26 апреля 1954 года Крымская область была передана из состава РСФСР в состав УССР. Время включения в состав Крайненского (ранее Крайновского) сельсовета пока не установлено: на 15 июня 1960 года село уже числилось в его составе. Указом Президиума Верховного Совета УССР «Об укрупнении сельских районов Крымской области», от 30 декабря 1962 года село присоединили к Евпаторийскому району. 1 января 1965 года, указом Президиума ВС УССР «О внесении изменений в административное районирование УССР — по Крымской области», Евпаторийский район был упразднён и село включили в состав Сакского (по другим данным — 11 февраля 1963 года). По данным переписи 1989 года в селе проживало 153 человек. С 12 февраля 1991 года село в восстановленной Крымской АССР, 26 февраля 1992 года переименованной в Автономную Республику Крым. С 21 марта 2014 года в составе Крыма аннексировано Россией.

## Население
| 2001 | 2014 |
| ---- | ---- |
| 405  | ↘158 |

Всеукраинская перепись 2001 года показала следующее распределение по носителям языка
| Язык             | Процент |
| ---------------- | ------- |
| крымскотатарский | 58.27   |
| украинский       | 24.94   |
| русский          | 14.81   |
| другие           | 0.5     |

### Динамика численности
| - 1806 год — 20 чел. - 1889 год — 132 чел. - 1892 год — 40 чел. - 1900 год — 101 чел. - 1904 год — 73 чел. - 1911 год — 94 чел. - 1915 год — 28/97 чел. | - 1926 год — 167 чел. - 1939 год — 169 чел. - 1989 год — 153 чел. - 2001 год — 405 чел. - 2009 год — 278 чел. - 2014 год — 158 чел. |